# Kapel van Overheide

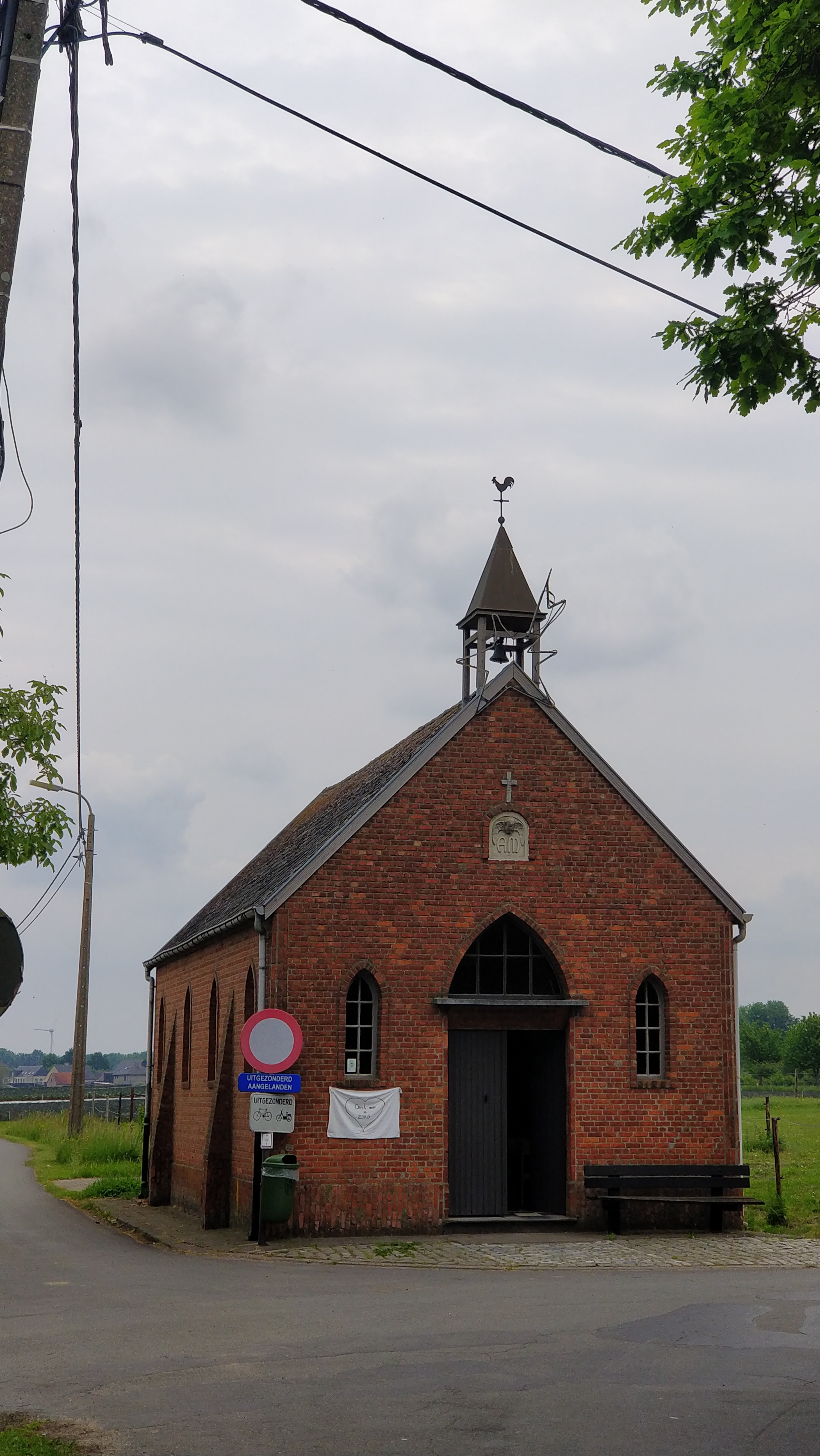
Kapel van Overheide

De Kapel van Overheide is een kapel in de tot de Antwerpse gemeente Puurs-Sint-Amands behorende plaats Overheide, gelegen aan Overheide.

## Geschiedenis
Hier stond in 1739 al een kapel, maar deze werd vernield tijdens de Franse overheersing. Na een epidemie werd in 1854 hier een nieuwe kapel gebouwd. De huidige kapel is van 1938. Hij werd hersteld in 1971.

## Gebouw
Het betreft een bakstenen gebouwtje op rechthoekige plattegrond, voorzien van een dakruiter. Er zijn spitsboogvensters en steunberen. In de kapel kunnen godsdienstoefeningen worden gehouden.